# Illes Fènix

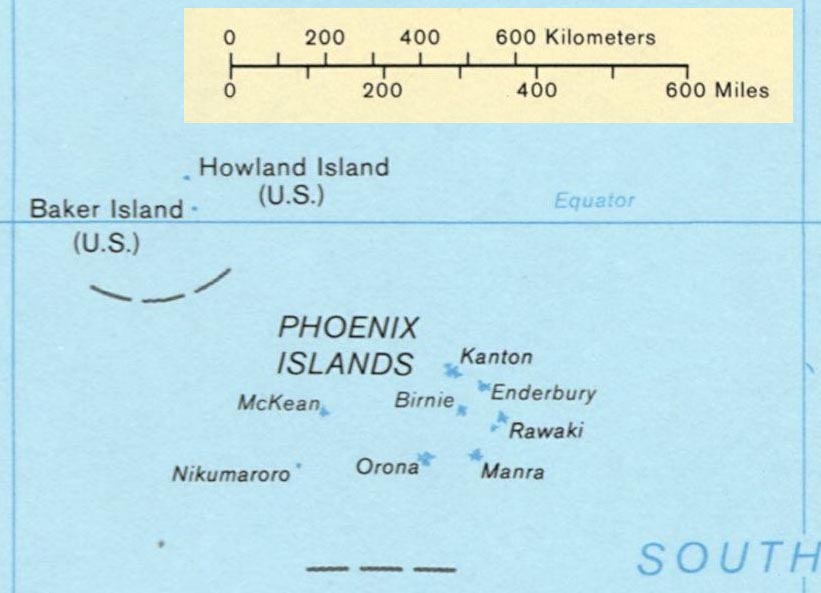
Les illes Fènix

Les illes Fènix (en anglès, Phoenix Islands) són un arxipèlag de vuit atols de la república de Kiribati, situat a l'est de les illes Gilbert i a l'oest de les illes de la Línia.

## Geografia
Només l'illa de Canton és habitada per una seixantena de residents que provenen de les Gilbert. No hi ha representació governamental i són adscrites al mateix districte que les illes de la Línia.
| Illa/Atol/Escull                   | Superfície km² | Llacuna km² | Coordenades                                        |
| ---------------------------------- | -------------- | ----------- | -------------------------------------------------- |
| Kiribati                           |                |             |                                                    |
| Illa Birnie                        | 0,2            | 0,02*       | 3° 35′ S, 171° 33′ O / 3.583°S,171.550°O           |
| Illa Canton (Abariringa)           | 9,0            | 50          | 2° 50′ S, 171° 40′ O / 2.833°S,171.667°O           |
| Illa Enderbury                     | 5,1            | 0,6*        | 3° 08′ S, 171° 05′ O / 3.133°S,171.083°O           |
| Manra (illa Sydney)                | 4,4            | 2,2*        | 4° 27′ S, 171° 15′ O / 4.450°S,171.250°O           |
| Illa McKean                        | 0,4            | 0,2*        | 3° 36′ 0″ S, 174° 7′ 30″ O / 3.60000°S,174.12500°O |
| Nikumaroro (illa Gardner)          | 4,1            | 4           | 4° 40′ S, 174° 31′ O / 4.667°S,174.517°O           |
| Orona (illa Hull)                  | 3,9            | 30          | 4° 30′ S, 172° 10′ O / 4.500°S,172.167°O           |
| Rawaki (illa Fènix)                | 0,5            | 0,2*        | 3° 43′ S, 170° 43′ O / 3.717°S,170.717°O           |
| Escull Winslow                     | -              | 1           | 01° 36′ S, 174° 57′ O / 1.600°S,174.950°O          |
| Escull Carondelet                  | -              | ?           | 05° 34′ S, 173° 51′ O / 5.567°S,173.850°O          |
| Total                              | 27,6           | 84,5        |                                                    |
| Territoris no incorporats dels EUA |                |             |                                                    |
| Illa Baker                         | 1,6            | -           | 0° 13′ N, 176° 31′ O / 0.217°N,176.517°O           |
| Illa Howland                       | 1,8            | -           | 0° 48′ N, 176° 38′ O / 0.800°N,176.633°O           |

* Les àrees de les llacunes marcades amb un asterisc estan incloses a la superfície total. No són atols típics, sinó que són llacunes aïllades del mar.
A l'arxipèlag hi ha també dos esculls rocosos: Carondelet Reef i Winslow Reef. El 1944 el USS Carondelet va xocar amb una roca que no es trobava als mapes.
Al nord de l'arxipèlag hi ha dues illes més que, encara que separades del grup principal, geogràficament s'hi poden considerar incloses. Són l'illa Baker i l'illa Howland, administrades pels Estats Units com a territoris no incorporats.

## Història
En algunes de les illes es troben restes arqueològiques (temples, pous, forns i sepulcres) que indiquen que en algun moment van ser poblades per polinesis.
Amb pocs recursos i deshabitades, no van ser visitades fins a principis del segle xix pels baleners britànics i nord-americans. De fet, Herman Melville situa en aquestes illes l'escena culminant de Moby Dick.
Britànics i nord-americans es van disputar el control de les illes enviant colonitzadors per l'explotació de copra i de guano. Però no es va aconseguir establir cap colònia estable i, el 1889, van passar a ser una possessió britànica.
Les illes Canton i Enderbury van ser unes importants bases navals i aèries, a mig camí entre Estats Units i Filipines i Austràlia, reclamades tant pel Regne Unit com pels Estats Units. Des del 1939 fins al 1979 van ser un condomini conjunt britànic i nord-americà.
La resta d'illes es van incorporar a la colònia de les illes Gilbert i Ellice el 1937 i, des de 1979, formen part de la república de Kiribati.
Degut als problemes de superpoblació a les illes Gilbert, l'administració colonial va engegar un programa de repoblament de les illes Fènix entre el 1938 i 1940. La Segona Guerra Mundial va posar de manifest les dificultats del programa amb l'aïllament, comunicacions escasses, falta d'aigua potable i caos d'administració. La majoria de colons van ser repatriats de nou a les Gilbert i Salomó.
L'àrea protegida de les illes Fènix fou declarada Patrimoni de la Humanitat per la Unesco el 2010.